# Bačić kuk
Bačić kuk (1.304 m) je nevisok ali impozantan vrh u Srednjem Velebitu. To je jedna teže pristupačna stijena, oblika malog izduženog kamenog grebena, s koje puca pogled na šumovitu unutrašnjost Velebita  (Bačić i Došen Duliba, Ravni i Crni Dabar). Bačić kuk je najviši i najsjeverniji vrh skupine Dabarskih kukova (osim Bačić kuka: Visibaba, Čeline, Butinovača, Grabar, Kuk od Karline Plane, Kiza), vrhova koji su većinom strme i nepristupačne stijene. Dabarski kukovi se od ovog vrha pružaju u jugoistočnom smjeru prema Baškim Oštarijama.

## Prilazi
1. s Premužićeve staze iz pravca napuštenog sela Skorpovac, preko Budakovog brda (1.317 m)
2. od Dabarske kose Premužićevom stazom preko izvora Kapljuva, ispod vrha Visibaba (1.160 m)
3. s uzdužne Velebitske ceste kod Bačić Dulibe u pravcu zapada